# Liberty (Misisipi)
Liberty es un pueblo ubicado en el Condado de Amite en el estado estadounidense de Misisipi. En el año 2000 tenía una población de 633 habitantes y una densidad poblacional de 118.7 personas por km². Es la sede del condado de Amite. Se encuentra al sur del estado, cerca de la frontera con Luisiana.

## Geografía
Liberty se encuentra ubicado en las coordenadas 31°9′39″N 90°48′14″O / 31.16083, -90.80389.

## Demografía
Según la Oficina del Censo en 2000 los ingresos medios por hogar en la localidad eran de $23.882, y los ingresos medios por familia eran $35.179. Los hombres tenían unos ingresos medios de $38.000 frente a los $16.944 para las mujeres. La renta per cápita para la localidad era de $13.062. Alrededor del 19.5% de las familias y del 21.5% de la población estaban por debajo del umbral de pobreza.